# Сангачальский терминал

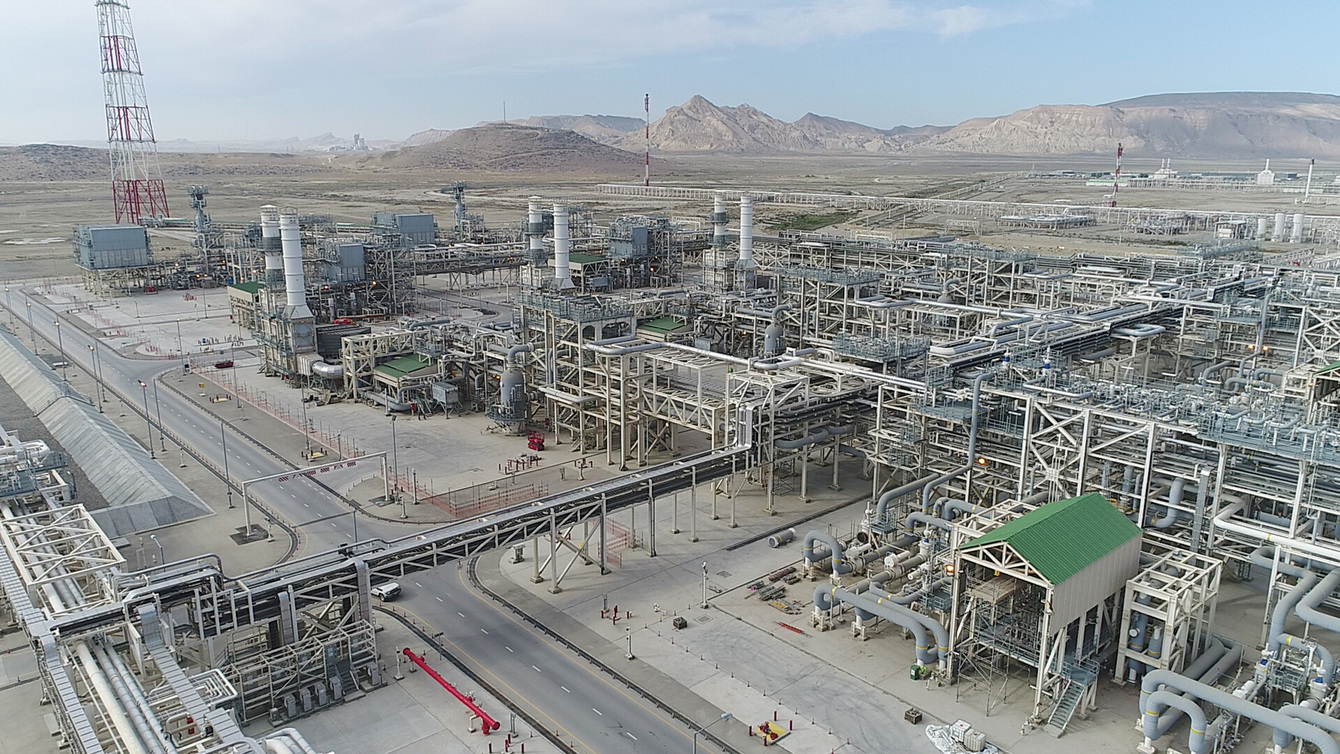
Сангачальский терминал по переработке и транспортировке нефти и газа в окрестностях Баку

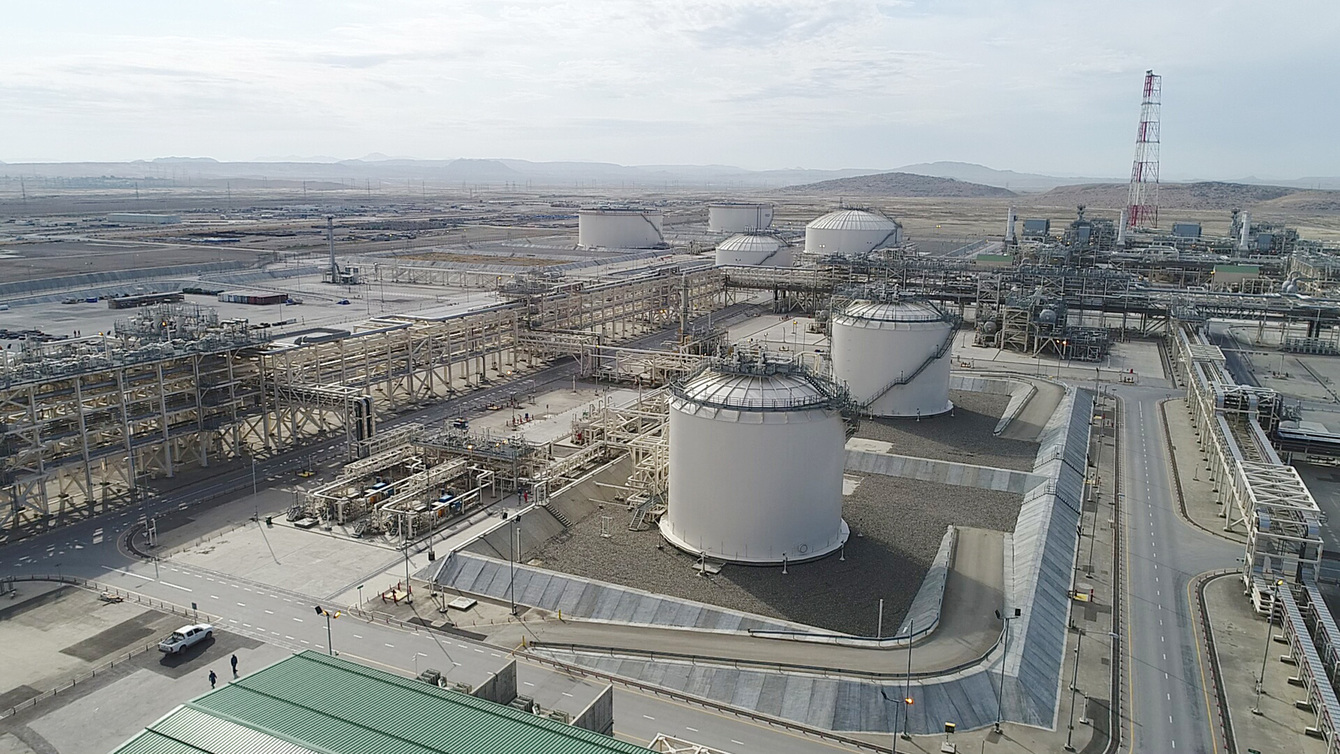
Вид на накопительные резервуары

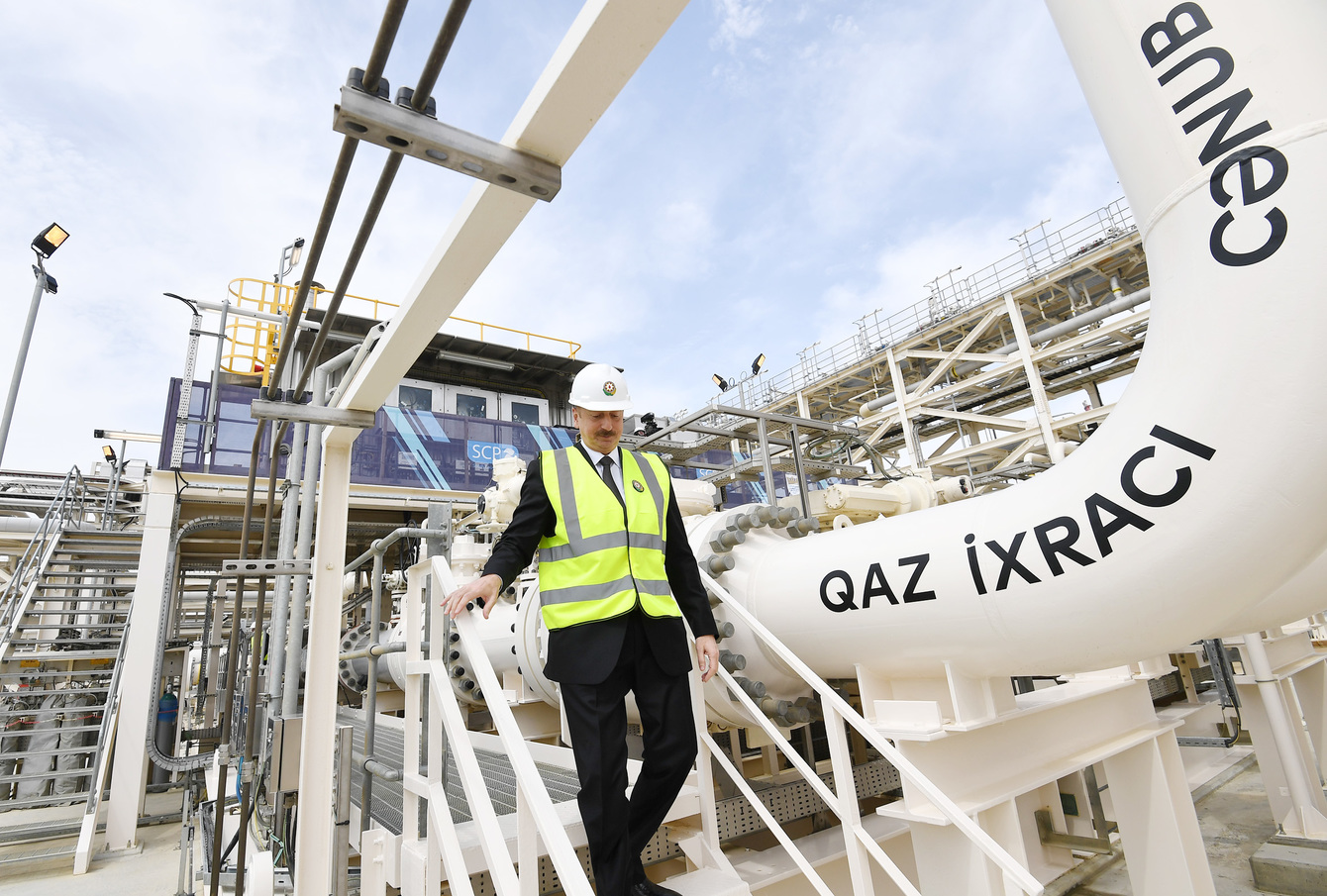
Президент Азербайджана Ильхам Алиев на церемонии открытия Южного газотранспортного коридора. 29 мая 2018 года

Сангачальский терминал — крупный промышленный комплекс, который состоит из пункта сбора, обработки, хранения и экспорта газа из месторождения Шахдениз, а также нефти из Азери-Чираг-Гюнешли. Комплекс расположен на берегах Каспийского моря, в Азербайджане, в 45 км к югу от Баку, в посёлке Сангачал Карадагского района. Общая площадь терминала составляет около 600 гектаров.

## Описание
Строительство терминала началось в 1996 году. Введён в эксплуатацию в 1997 году. Через 2 года терминал был расширен и здесь построили газовый пункт. Терминал состоит из двух основных частей.
Первая часть терминала была построена и введена в эксплуатацию для обработки, хранения и экспорта нефти с морских месторождений «Азери-Чыраг-Гюнешли». Здесь расположено 4 резервуара для хранения сырой нефти, каждый из которых позволяет хранение 25 500 баррелей нефти. Терминал перерабатывает, хранит и экспортирует более 6 миллионов тонн сырой нефти в год.
Вторая часть терминала построена по проекту расширения и предусматривает получение, переработку, хранение и экспорт газа из месторождения Шахдениз, которое было открыто в 1999 году, а также нефти из глубоководных залежей месторождения АЧГ. Здесь расположено 3 резервуара для хранения сырой нефти, каждый вместимостью 880 000 баррелей.
На Сангачальском терминале также расположены два важных объекта нефтепровода Баку-Тбилиси-Джейхан: головная насосная станция и диспетчерская. Диспетчерская станция контролирует весь трубопровод. В случае необходимости может обнаруживать проблемы, изолировать определённые участки трубопровода или закрывать завод в случае ЧП.

### Проект Шахдениз 2
Контракт о разработке месторождения Шахдениз был подписан в 1997 году. 17 декабря 2013 года подписано соглашение о начале второй стадии разработки месторождения. К ноябрю 2017 года было заявлено, что проект завершен на 98 %. Получение газа в рамках этого проекта планировалось на 2018 год. Стоимость проекта оценивается в $23,9 млрд. Планируемый годовой объём составляет 16 млрд кубометров, которые будут направлены в Европу (10 млрд) и Турцию (6 млрд). Поставки в Турцию планировалось начать в июне 2018 года, в Европу в 2020 году.
Проект предусматривает строение двух платформ, разработку 26 скважин, строительство подводных трубопроводов протяжённостью 500 км и 4000 км для экспорта газа в Европу.
В начале 2018 года было отмечено, что первая добыча газа планируется на осень текущего года, предположительно на сентябрь. В 2019 году планируется добыча 2 млрд м3 газа, которые должны быть поставлены в Турцию.

## Технические параметры
Ежедневная мощность обрабатывающих систем терминала составляет 1,2 млн баррелей нефти и около 29,5 млн м3 газа. Общая мощность по переработке и экспорту газа в сутки составляет около 49,3 млн м3. Газ экспортируется по Южно-кавказскому трубопроводу и по газопроводам SOCAR, которые соединяют трубопроводы терминала с национальной сетевой системой «Azerigas». Нефть доставляется на мировые рынки по экспортному трубопроводу «Баку — Тбилиси — Джейхан».
Сангачальский терминал также принимает нефть из Казахстана и Туркменистана.
Оператором терминала и всех проектов является компания BP-Azerbaijan.

## Происшествия
- 17 апреля 2009 года 6 вагонов с нефтепродуктами, которые направлялись из Сангачальского терминала в грузинский порт Батуми, сошли с рельсов. В результате случая груз не пострадал. В скором времени движение вагонов было возобновлено.
- В 2011 году произошло происшествие на железной дороге Баку — Батуми. 5 вагонов с нефтепродуктами, направлявшиеся по направлению Сангачал — Батуми сошли с рельсов.
- Аналогичная ситуация произошла в феврале 2012 года, когда на территории Гаджигабула в 120 км к западу от Баку 6 вагонов с казахстанскими нефтепродуктами, следовавшие в Грузию, сошли с рельсов, в результате чего 3 вагона перевернулись[6].
- В январе 2013 года 7 из 40 вагонов с нефтепродуктами, следовавших в направлении Грузии, сошли с рельсов, 3 из которых перевернулись. На площади около 1000 м2 случился пожар. Случай произошёл в Азербайджане, на территории Пирсаатского посёлка района Гаджигабул. Поезд направлялся из Сангачальского терминала в порт Батуми. На утро следующего дня сообщение было возобновлено[7][8].
- 27 декабря 2016 года на газопроводе Сангачальского терминала, на 43 км дороги Баку — Алят произошёл взрыв, за которым последовал пожар. Так как эта нитка газопровода была локализована компанией SOCAR, газ был перенаправлен на другой газопровод. На Абшеронском полуострове возникли временные проблемы газоснабжения[9][10]. 2 января 2017 года на этом же газопроводе вновь погремел взрыв с последующим пожаром[11]. 10 января произошёл третий взрыв, затем последовал пожар. После пожаров газоснабжение по этим трубопроводам было временно прекращено. Пострадавших в результате взрывов не было[12].